# Pawieł Dankiewicz
Pawieł Borisowicz Dankiewicz (ros. Павел Борисович Данкевич, ur. 3 października 1918 w Ostrogożsku, zm. 28 maja 1988 w Moskwie) – radziecki wojskowy, generał pułkownik.

## Życiorys
W kwietniu 1936 wstąpił do Armii Czerwonej, skończył wojskową szkołę pilotów w Woroszyłowgradzie (Ługańsku), brał udział w wojnie ZSRR z Finlandią i wojnie ZSRR z Niemcami. Walczył na Froncie Krymskim, Północno-Kaukaskim, Centralnym i 1 Białoruskim początkowo jako młodszy lotnik, w końcu dowódca niszczycielskiego pułku lotniczego. Po wojnie zastępca dowódcy dywizji lotniczej, od czerwca 1949 do listopada 1951 zastępca dowódcy korpusu lotniczego w Grupie Wojsk Radzieckich w Niemczech, później dowódca korpusu lotniczego. Od listopada 1955 zastępca dowódcy, a od czerwca 1956 do 1958 dowódca powietrznej armii Wojsk Obrony Powietrznej, w latach 1958-1961 dowódca specjalnej Dalekowschodniej Armii Powietrznej, od sierpnia 1961 do 1962 dowódca armii rakietowej w Winnicy, między 1962 a 1963 I zastępca dowódcy Wojsk Radzieckich na Kubie. W 1955 ukończył Akademię Wojskowo-Powietrzną im. Woroszyłowa, od 18 kwietnia 1963 do 15 lipca 1974 I zastępca głównodowodzącego Wojskami Rakietowymi Przeznaczenia Strategicznego ZSRR, 1967 mianowany generałem pułkownikiem, w sierpniu 1974 został wojskowym konsultantem Instytutu Historii Wojskowej Ministerstwa Obrony ZSRR.

## Odznaczenia
- Order Lenina (dwukrotnie - 1946 i 1963)
- Order Czerwonego Sztandaru (trzykrotnie - 1943, 1944 i 1956)
- Order Suworowa III klasy (1945)
- Order Czerwonego Sztandaru Pracy (1969)
- Order Wojny Ojczyźnianej I klasy (dwukrotnie - 1944 i 1945)
- Order Czerwonej Gwiazdy (trzykrotnie - 1940, 1947 i 1951)

I medale.